# Ряст таркинський
Ряст та́ркинський (Corydalis tarkiensis; російський варіант хохлатка таркинська) — багаторічна рідкісна рослина з родини руткових (Fumariaceae), вузький ендемік Дагестану, Росія.

## Опис
Квітки вишнево-рожевого кольору.

## Екологія
Рослина ранньовесняна бульбиста. Зростає в нижньому поясі у передгір'ях у тінистих лісах та чагарниках, на схилах.
Опис рослини здійснив Проханов Ярослав Іванович, професор, завідувач кафедри ботаніки Дагестанського сільськогосподарського інституту. З 1952 року він досліджував околиці Махачкали та відкрив декілька нових видів, в тому числі і ряст таркинський.

## Поширення
Ряст таркинський поширений лише в околицях Махачкали, на схилах гори Таркі-Тау біля селищ Капчугай та Ленінкент, а також селища Талгі. Назву отримав від місця зростання.

## Значення та охорона
Вид занесений до червоної книги Дагестану та Червоної книги Росії. Чисельність рясту залежить від антропогенного впливу (зривання гарних квіток для букетів та випас худоби). Тому для охорони потрібно створити належні умови, а також створити ботанічний заказник на схилах гори Таркі-Тау. Однією з мір може бути введення рясту в культуру.